# Greiffenhorstpark

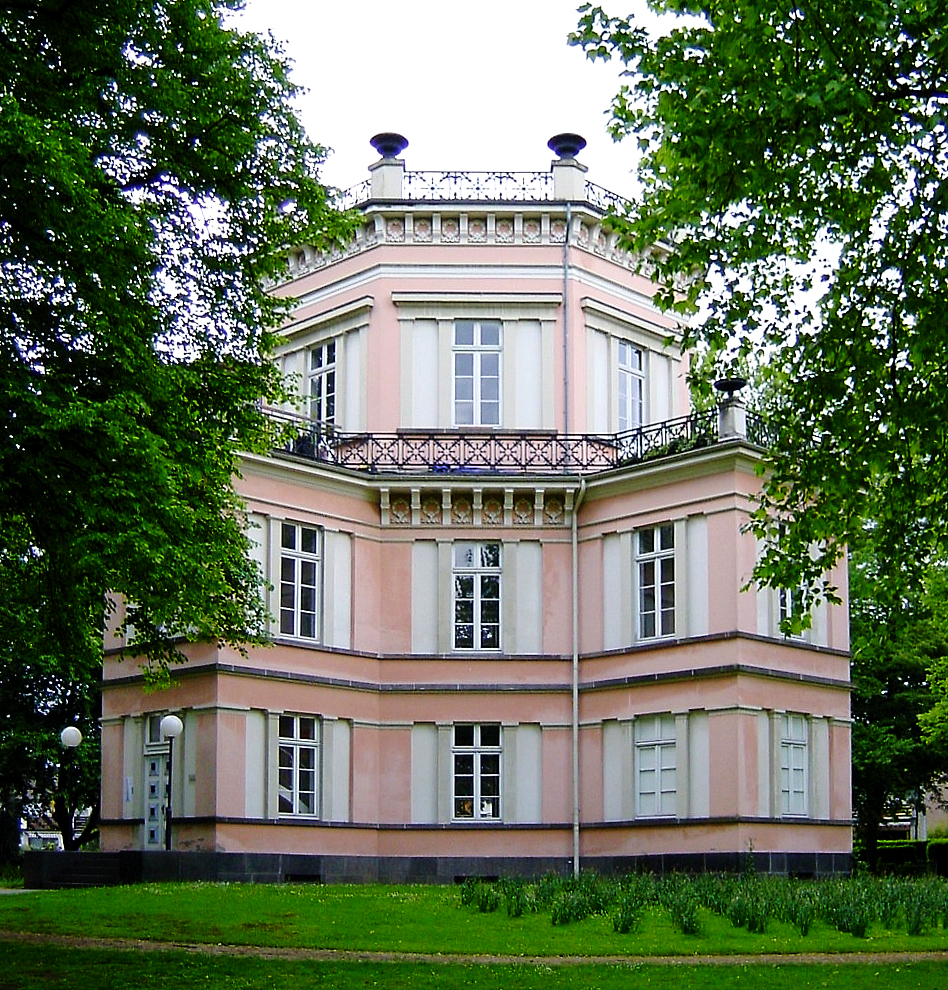
Haus Greiffenhorst

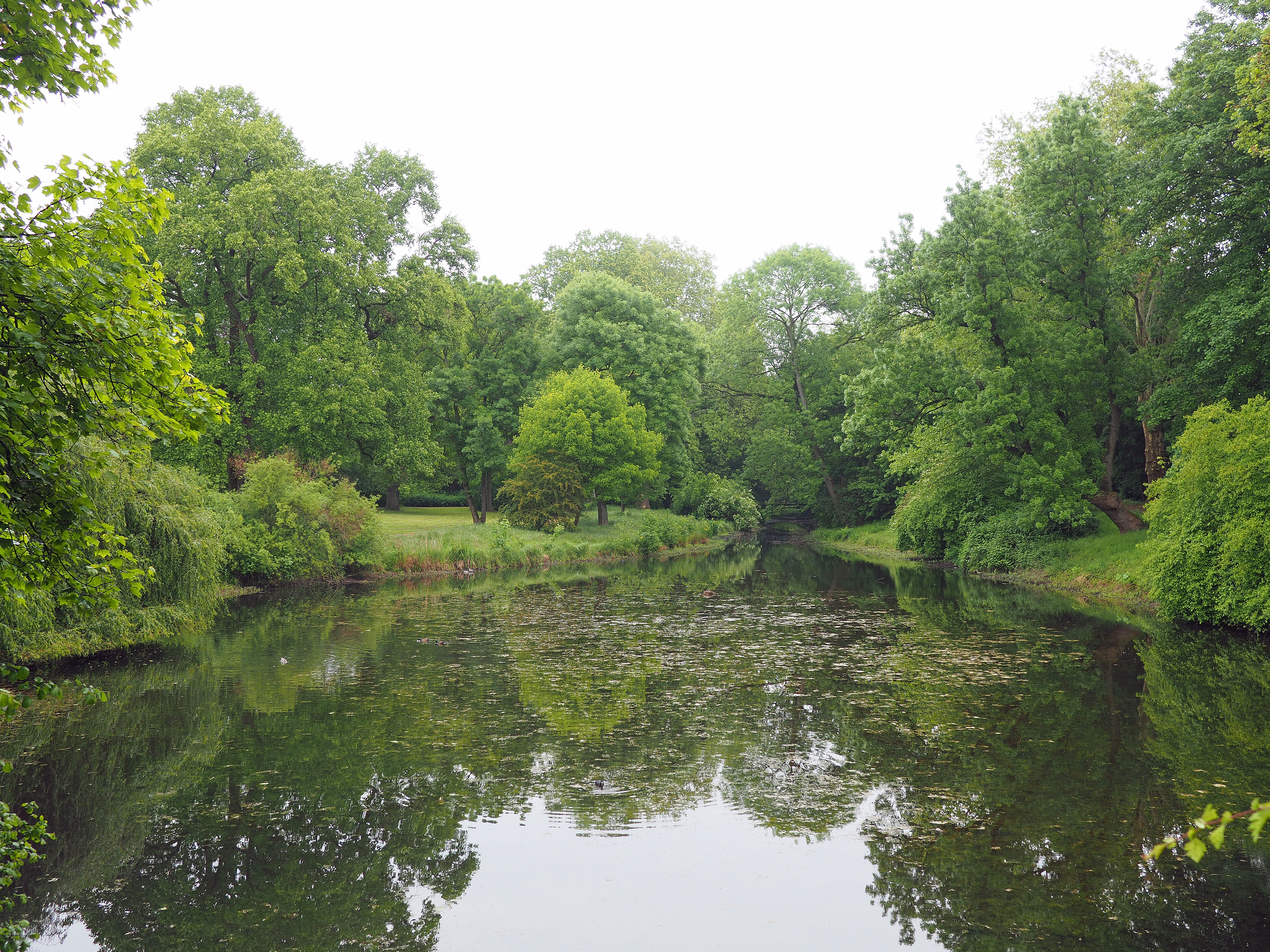
Greiffenhorstparkt

Der Greiffenhorstpark ist eine Parkanlage im Krefelder Stadtteil Linn, in der Nähe der Burg Linn. Er ist, zusammen mit dem darin befindlichen Haus Greiffenhorst (auch Greiffenhorst-Schlösschen genannt) und dem Hausenhof, in der Denkmalliste der Stadt eingetragen.

## Geschichte

### Gestaltungskonzept
Die Parkanlage entlang des ehemaligen Linner Mühlenbachs wurde um 1840 im Auftrag von Cornelius de Greiff durch den renommierten Gartenarchitekten und Düsseldorfer Hofgartendirektor Maximilian Friedrich Weyhe im Stil eines klassischen englischen Landschaftsgartens als Verbindung von Mühlenhof und Hausenhof konzipiert.
Die Anlage wurde auf einem lediglich 80 bis 90 Meter breiten Wiesenstreifen beidseits des Mühlenbaches angelegt, nördlich und südlich grenzen Ackerflächen an. Der Park bildet heute die Grenze zwischen den nordseits herangerückten Siedlungsflächen und der freien Landschaft im Süden.
Weyhe formte den Bach zu einem langgezogenen Weiher und ließ mehrere Brücken anlegen. Das Greiffenhorst-Schlösschen dient im Verlauf der weitgeschwungenen Parkwege zwischen abwechslungsreichen Baum- und Buschgruppen und Landschaftsmodellierungen mehrfach gezielt als Point de vue (Blickfang). Außerdem erweiterte Weyhe den Park optisch, indem er durch mehrere Ausblicke die umgebende Landschaft (auch im Sinne einer aufgeschmückten Nutzlandschaft, einer sogenannten ornamented farm) in ihn einbezog.

### Wiederherstellung
Dieses ursprüngliche Bepflanzungs- und Raumkonzept wurde 2001/2002 im Vorfeld der dezentralen Landesgartenschau Euroga 2002 plus, während der der Greiffenhorstpark einer von sieben Standorten war, zusammen mit dem Burgpark Linn nach gartendenkmalpflegerischen Gesichtspunkten weitgehend restauriert. Zugewachsene Blickbeziehungen wurden freigelegt, der austrocknete Weiher entschlammt, abgedichtet und wieder befüllt, abgegangene Bäume mit von Weyhe verwendeten Arten nachgepflanzt, Wege anhand von Suchgrabungen rekonstruiert, sowie Sitzplätze und Parkbrücken nach den alten Plänen neu angelegt. In Park und der angrenzenden Landschaft wurde im Zuge der Wiederherstellungsmaßnahmen die größte zurzeit in Nordrhein-Westfalen bekannte Kammmolch-Population entdeckt. Daher wurde im Bereich der aus den 1920er Jahren stammenden östliche Parkerweiterung auf Entschlammung und Abdichtung verzichtet und im Westteil ein Teil des Schlamms und der Ufervegetation als Initialpflanzung nach der Abdichtung wieder eingebracht.
2004/2005 konnte die Anlage, wie auch zahlreiche weitere Krefelder Parks, in die Straße der Gartenkunst zwischen Rhein und Maas aufgenommen werden.

## Gebäude

### Haus Greiffenhorst
Von 1838 bis 1842 ließ der Krefelder Seidenfabrikant Cornelius de Greiff, wahrscheinlich nach Plänen des Düsseldorfer Landbauinspektors Otto von Gloeden, ein Garten- und Jagdhaus auf seinen 1826 geerbten Liegenschaften zwischen dem Mühlenhof und Hausenhof bauen. Der dreistöckige Zentralbau besitzt einen oktogonalen Grundriss, nach vier Seiten ergänzt um zweigeschossige Flügelbauten, die den Gesamtbau zu einer Kreuzform erweitern. Stilistisch ist der Bau dem sogenannten Schinkelstil, einer freien Spielart des Klassizismus, zugeordnet.

### Hausenhof
Der hinter dem Greiffenhorstschlösschen gelegene Hausenhof mit zugehöriger Kapelle, ein im 19. Jahrhundert errichtetes Vorwerk zum Haus Greiffenhorst, ist heute eine Außenstation des Krefelder Zoos. Dort werden neu angekommene Tiere anfänglich zur Beobachtung (Quarantäne) untergebracht, sowie Tiere, die nicht mehr gruppenfähig sind und daher an andere Zoos abgegeben werden müssen (z. B. von den Eltern verstoßene Tierkinder), des Weiteren Doppelexemplare.

## Medien
- Landschaftsparks des 19. Jahrhunderts als Gartenkunstwerk. Burgpark Linn und Greiffenhorstpark. Gärten in Krefeld. VHS Video, 21 Min., hrsg. vom Landschaftsverband Rheinland, 2002. Mediennr. 4254467.
- Ernst Schraetz: Eine Pflanzenliste vom Greiffenhorstpark in Krefeld-Linn. In: Der Niederrhein. Jg. 70, 2003, H. 1, S. 43–51.
- Führer durch die kurkölnische Landesburg Linn und den Greiffenhorstpark. Rühl Verlag, Krefeld, um 1930